# 이충무공 벽파진 전첩비
이충무공 벽파진 전첩비(李忠武公 碧波津 戰捷碑)는 전라남도 진도군 고군면 벽파리에 있다. 2001년 10월 30일 진도군의 향토문화유산(유형유산) 제5호로 지정되었다.

## 개요
진도군 고군면 벽파리에 있는(1956년 11월 29일 건립) 이 전첩비는 정유재란 당시 이충무공에 의해 가장 통쾌한 승리를 불가사의하게 거둔 명량해전 승첩을 기념하면서 진도출신 참전 순절자들을 기록하였다. 전첩비의 구조를 살펴보면 비신 높이 3.8m, 폭 1.2m, 두께 58cm이다. 비문은 시인 이은상이 짓고 글씨는 진도 출신 서예가 소전 손재형이 썼다.
이 비는 벽파리 앞동산 산마루에서 동쪽을 향해 서있다. 당초 바위산을 이용하여 천연 거북좌대를 조상(彫像)함으로써 전첩비의 위용과 예술성을 격상시키는데 성공을 거두었다. 비수(碑首)는 고군면 내산리 구렁골에서 청석원석을 채석하여 작업하였고, 비신은 전북 고창군 성송면 학천리 추월산에서 채석하여 벽파로 옮겨 채석탁마공사를 하였다.

## 비문 내용
이 비문은 전체 888자가 새겨져 있으며 주요 내용은 다음과 같다.

"벽파진 푸른 바다여, 너는 영광스런 역사를 가졌도다. 민족의 성웅 충무공이 가장 외롭고 어려운 고비에 빛나고 우뚝한 공을 세우신 곳이 여기더니라. (중략) 병든 몸을 이끌고 남은 배 12척을 겨우 거두어 일찍 군수로 임명되었던 진도땅 벽파진에 이르니 때는 공(公)이 53세 되던 정유년 8월 29일 이때 조정에서는 공에게 육전을 명했으나 공은 이에 대답하되 신에게 아직도 12척의 배가 남아 있사옵고 또 신이 죽지 않았으며 적이 우리를 업수이 여기지 못하리이다. 하고 그대로 여기 이 바다를 지키셨나니 (중략) 15일에 진(津)을 옮기자 바로 그 다음날 큰 싸움이 터져 12척 작은 배로서 330척의 배를 모조리 무찌르니 어허 통쾌할사 만고에 깊이 빛날 명량대첩이여…"